# علي حميدة عاشور
علي حميدة عاشور (1960 الخمس - ) قاضي وسياسي ليبي عيّنه عبد الرحيم الكيب وزيراً للعدل بالمجلس الوطني الانتقالي يوم 22 نوفمبر 2011 كان يعمل قبل اندلاع ثورة 17 فبراير قاضياً بمحكمة مصراتة.